# 張馳
張 馳（ちょう ち、ツァン・チー、英語: Zhang Chi、2002年4月27日 - ）は、中華人民共和国の女子バドミントン選手。

## 経歴
ジュニア時代は、アジアジュニア選手権で、女子ダブルスで銀メダル、混合ダブルスで銅メダルを獲得した。
2023年から女子ダブルスで坑姝良とペアを組む。
2024年からは混合ダブルスで同い年の程星とペアを組む。
5月のオルレアン・マスターズでは、混合ダブルスの決勝で世界ランク18位のリノフ・リファルディ / ピタ・ハニンテャス・メンタリを破って優勝。BWFワールドツアータイトル初獲得となった。